# Семафор
 Тази статия е за железопътното сигнално устройство.  За метода за зрителна връзка между кораби вижте Международни морски сигнални флагове.  
Семафорът (от гр. – σήμα (знак) + φορός (носещ) е устройство, показващо на влаковите машинисти дали железопътната линия пред тях е заета или свободна, дали ще се премине по главния коловоз, или през отклонението и др. Семафорите биват механически и светлинни, като най-често думата „семафор“ се използва за механическите, а светлинните се наричат светофори.
Обикновено механическите семафори се управляват дистанционно от устройство, наречено механическа централизация, посредством метални въжета, но съществуват и семафори, които са задвижвани директно от ръчаг, както и такива, които използват електромотор.
В България механически семафори се използват само по теснолинейката Септември – Добринище. В останалата част от ЖП мрежата на Република България през 70-те години на XX век семафорите са заменени от светофори, които приличат на обикновения автомобилен светофар, но тяхната цел е да показват дали влакът може да продължи движението си и при какви условия.

## Историческа справка
Железопътният транспорт води началото си от Великобритания, където за първи път през 1808 г. по релсите тръгва пуфтящо, 10-тонно метално чудовище, което развивало зашеметителната за времето си скорост от 19 км/ч (5,3 м/с) . Ето защо от там започва и развитието на железопътния транспорт – с жп линия Ливърпул – Манчестър през 1830 г. , чиято дължина била 50 км. Първоначално движението не е било натоварено, но скоро се появили и други линии, влаковете се увеличили, а и скоростите нараснали.
Ето защо се наложило въвеждане на устройства за осигуряване безопасното движение на влаковете. Първоначално това бил така нареченият „оптически телеграф“, при който на оптично разстояние с добра видимост били поставяни семафори, по които се предавала информацията последователно.
Решението обаче се оказало непрактично, затова се приело линията да се разделя на секции от постове, които да подават сигнали директно към машиниста, а не помежду си. Но на Острова всички линии имали различни собственици, поради което сигналите били различни по форма, цвят и функция. Ето защо през 1841 г. в Бирмингам се свикала всеобща конференция на железопътните компании, на която, според изследванията на братята Клод и Игнат Шап за оптическия телеграф, се решило, че червената светлина, като най-видима след бялата, но и най-отличима от околните светлини, ще бъде за безусловно спиране на движението, понеже е най-наложително най-видимият сигнал да бъде за преустановяване на всякакво движение, осигурявайки безопасност при непредвидени условия. Зеленото, като следваща по видимост светлина, се приело за сигнал „Внимание“ – когато трябва да се премине през участък, обръщайки особено внимание за опасности по пътя. Бялата светлина, като най-видима, но най-сливаща се с околните, била за „Път свободен“. Поради липсата на други нужди, приело се семафорите да бъдат един вид – с червено, правоъгълно крило, спускащо се на -45° и на -90° надолу от хоризонтално положение посредством една метална жица. Тези норми за сигнализиране скоро се пренесли и в други страни, като трайно предопределили сигнализацията в железниците по цял свят. По-нататък всяка администрация използвала собствени типове според нуждите си, но съобразявайки се с тези основи.
В началото на ХХ век се наложила нова промяна в сигналите, по която железниците работят и до днес. При нея зелената светлина сменя значението си и заменя бялата, а за намалена скорост се използва жълтото.

## Семафорите в България
У нас семафорите се появили малко след 1866 г. с първата железопътна линия (между Русе и Варна) в българските земи, чиито концесионери са братя Бъркли, и роднина на британския политик Уилям Гладстон. Първоначално по линията не е имало сигнали, а придвижването на влаковете ставало с помощта на телеграфни съобщения между гарите, но скоро след това били инсталирани семафори, подобни на английските.
По-късно била построена и линията Цариград – Белово (и нейните отклонения). Тя била собственост на немския индустриалец – Барон Морис дьо Хирш, който използвал сигнализация, подобна на австроунгарските присъединителни линии. Въпреки това в началото със семафори била снабдена единствено гара Търново Сеймен (дн. Симеоновград), а по-късно се внедрила сигнализацията и по останалите гари. След като линията Русе – Варна също става собственост на Барон Хирш, тя приема неговата сигнализация.
Тъй като Берлинският договор предвиждал свързване на железопътните линии между Австро-Унгария и Османската империя, била подписана конвенция, утвърдена с указ №1145 от 1883 г. Според нея всички знаци по ЖП линията трябвало да бъдат еднакви с тези на австроунгарските присъединителни (второстепенни) линии. След основаването на БДЖ и построяването на първата българска линия Цариброд – Белово през 1888 г. бил издаден и първият „Правилник за знаците“, с който се поставя началото на българската сигнализация.
През 1902 г. бил изготвен и нов правилник, приет през 1903 г., в който се внасят известни подобрения на правилника от 1888 г.
С развитието на железопътния транспорт в България, движението се увеличило, влаковете станали по-бързи, но било невъзможно да се ускори и засили пропускателната способност на гарите, в които почти нямало осигурителни средства. Ето защо през 1907 г. се наложило внасянето от Унгария на първите в България механически централизации и инсталирането им в гарите Горна баня и Сливница. Те били от различни типове и функцията им била тестова. Механическите централизации започнали постепенно, но бързо да навлизат в България. При тях се използвали семафори от по-ново поколение, с двойна жица и принудителна зависимост с положението на стрелките. След поредица изменения на правилника от 1903 г., през 1947 г. бил приет нов с актуалните тогава семафори. В него се предвиждали няколко вида: главни (входни и изходни), дистанционни (предупредителни и повторителни) и маневрени (еднопосочни, двупосочни и гърбични). Основното положение на всички семафори било за преустановяване на движението, а всяко неясно показание също било заповед за спиране. Този принцип се използва и до днес. Главните били оцветени в червен цвят, дистанционните – в жълт, а маневрените – в син. Задната страна на семафорите, които дават показания само в едната посока, била сива. Семафорите били поставяни вдясно от железния път, а когато габаритите не позволявали това да се случи, имало указание, че сигналът е вляво. При двойните и двупътните линии, както и в някои гари с много коловози, семафорите се разполагали на специални Г-образни конзоли или П-образни постаменти над линиите.
Семафорите били в употреба дълги години, но поради масовото им подменяне със светофори, голяма част от тях изчезнали и не били включени в действащата Наредба 58 от 2002 г. В нея са описани само еднокрилен входен, двукрилен входен и предупредителен семафор.

### Семафори по линията Русе – Варна
Семафорите по линията Русе – Варна били дървени. Разполагали се на перона, пред приемното здание на гарата. На един стълб били окачвани две крила – по едно за всяка посока. Крилата, най-често от махагон, имали правоъгълна форма и били оцветени от страната, за която важат – в червено, а на гърба – в бяло. Нощем семафорите се осветявали от фенери с цветни стъкла. На стълба на семафора имало платформа, от която се сменяли техните положения. Тези семафори играели ролята на блокови сигнали и имали 2 положения:
1. „Спри!“ – крилото е хоризонтално. Нощем – една червена светлина.
2. „Линията е свободна“ – крилото е наклонено надолу под 45°. Нощем – една зелена светлина.

| Спри!            | Спри!           | Линията е свободна. | Линията е свободна. | Спри! Линията е свободна за насрещни влакове. | Спри! Линията е свободна за насрещни влакове. |
| Дневно показание | Нощно показание | Дневно показание    | Нощно показание     | Дневно показание                              | Нощно показание                               |
| ---------------- | --------------- | ------------------- | ------------------- | --------------------------------------------- | --------------------------------------------- |
|                  |                 |                     |                     |                                               |                                               |
|                  |                 |                     |                     |                                               |                                               |

### Семафори по линията Цариград – Белово и отклоненията ѝ
Семафорите по линиите на Барон Хирш били идентични с тези, приети с правилника от 1888 г., с тази разлика, че той не използвал дискове, а само крилни семафори.

### Правилник от 1888 г.
Според приетия през 1888 г. правилник, семафорите били 3 вида: дискове, раздалечни семафори и станционни семафори. Въпреки наличието на сигнал „Път свободен“, влаковете винаги влизали в гара срещу езиците на стрелките с намален ход до 10 км/ч, без значение от тяхното положение. Именно поради тази причина стъклата на стрелковите фенери били зелени (сигнал за внимание) откъм езиците и бели откъм сърцевината. Основното положение през деня било „Халт“, но през нощта се допускало в междинните гари то да бъде „Бавен ход“. През нощта семафорните фенери се запалвали 30 минути преди пристигане на влак и само на семафора, от чиято страна ще пристигне влакът. При среща се запалвали фенерите и на двата семафора. В случай, че семафорът е неосветен нощем, влаковете трябвало да спират пред него ако превозният персонал не е предупреден за това.

#### Дискове
Дисковете били „раздалечни“ сигнали, с които се ограждали гари, кръстовки и отклонения от линията. Състояли се от стълб, боядисан на ивици в бяло и червено и червен диск с бяла ивица по края, въртящ се около вертикална ос. Задната страна на дисковете била боядисана в сиво. Поставяли се 500 м. пред входните стрелки. Задвижвали се от единична жица, навивана на макара, а когато жицата се отпуснела, дискът се връщал в основното положение чрез една тежест. Имали две положения:
1. „Халт“ – от немски – „Спри“. Дискът е перпендикулярен на пътя и земята. Нощем се осветява с една червена светлина към влака и една бяла към гарата.
2. „Бавен ход“ – Дискът е успореден на пътя и перпендикулярен на земята. Нощем се осветява с една зелена светлина към влака и една зелена светлина към гарата.

| Халт             | Халт            | Бавен ход        | Бавен ход       |
| Дневно показание | Нощно показание | Дневно показание | Нощно показание |
| ---------------- | --------------- | ---------------- | --------------- |
|                  |                 |                  |                 |

#### Раздалечни семафори
Раздалечните (наричани още „външни“) семафори се състояли от метален стълб, боядисан на ивици в бяло и червено, и правоъгълно крило, закръглено в края, изградено от малки метални летвички с пролуки между тях, за да не се деформира от вятъра. Горната половина на семафорното крило била боядисана в бяло, долната – в червено, а гърбът – в сиво. Нощем семафорите се осветявали с фенери с цветни стъкла. Надолу крилото се издърпвало от метална жица, навивана на макара, а когато жицата се отпуснела, крилото се връщало нагоре от противовес. Крилата били насочени към линията, за която важат. Семафорите били оборудвани и с нисковолтови електрически контакти и в гарата звънял звънец, когато крилата сменяли положението си. Раздалечните семафори давали 3 показания:
1. „Халт“ – Спри! Крилото е хоризонтално. Нощем се осветява с една червена светлина към влака и една бяла светлина към гарата.
2. „Бавен ход“ – крилото е наклонено надолу под 45°. Нощем се осветява с една зелена светлина към влака и една зелена светлина към гарата.
3. „Път свободен“ – крилото е спуснато вертикално. Нощем не се осветява. Този знак се дава само в случай, че семафорът не може да бъде отворен редовно по някаква причина. При тези случаи гарата телеграфически известява съседните си, които трябва да уведомяват превозния персонал на влаковете. Това показание не разрешава влизането в гарата срещу езиците на стрелките с повече от 10 км/ч.

| Халт             | Халт            | Бавен ход        | Бавен ход       | Път свободен     | Път свободен    |
| Дневно показание | Нощно показание | Дневно показание | Нощно показание | Дневно показание | Нощно показание |
| ---------------- | --------------- | ---------------- | --------------- | ---------------- | --------------- |
|                  |                 |                  |                 |                  |                 |

#### Станционен семафор
Станционните (централни гарови) семафори, наричани още „оптически телеграф“ и „семафорен телеграф“, били разположени в средата на гарата, пред приемното здание. Състояли се от метален стълб, боядисан на ивици в бяло и червено, и едно или няколко крила, според броя на линиите, за които се отнася. За разлика от раздалечните семафори, станционните давали показания и в двете посоки, поради което крилата им били боядисани в бяло и червено и от двете страни. Допускало се при по-големи гари различните групи коловози да се обслужват от различни станционни семафори. Те се управлявали само от дежурния ръководител движение, посредством ръчаг на самия стълб. Централният гаров семафор служел за командване на раздалечните сигнали, като се отварял само след като дежурният ръководител се убеди, че стрелочникът правилно е обърнал и заключил всички стрелки, през които ще премине идващият влак. Стрелочникът имал право да отвори раздалечния семафор или диск чак след като дежурният ръководител му даде разрешение устно и чрез станционния семафор. В някои от гарите по линията Русе-Каспичан първоначално нямало раздалечни семафори, поради което влаковете влизали в гарата според показанията на станционния. Най-долното крило се отнасяло за най-близкия до семафора коловоз, към който сочи то. На един стълб можело да има 1, 2, 3 или 4 крила, като от една и съща страна на стълба са най-много 2. Всяко крило давало 2 показания:
1. „Халт“ – Спри! Крилото е хоризонтално. Нощем се осветява с по една червена светлина за всяка от посоките.
2. „Бавен ход“ – крилото е наклонено надолу под 45°. Нощем се осветява с по една зелена светлина за всяка от посоките.

| Коловозите, на които съответства показанието на всяко от крилата при 4-крилен станционен семафор: |
| ------------------------------------------------------------------------------------------------- |
|                                                                                                   |
| Пример за разрешен вход по четвъртия коловоз:                                                     |
|                                                                                                   |

### Правилник от 1903 г.
В основния си вид, правилникът от 1903 г. предвижда същите семафори със същите показания като правилника от 1888 г. Въпреки това се внасят известни промени. Според новия правилник думата „Халт“ се заменя със „Спри“, показанието „Бавен ход“ се изпълнява с 15 км/ч, вместо с 10, а фенерите се запалват не 30, а 10 минути преди пристигане на влак. Най-съществената разлика обаче е тази, че основното положение задължително става „Спри“, без значение дали е ден или нощ, а семафорите се отварят малко преди очакваното време, в което влакът ще пристигне. Посочва се също, че всеки съмнителен или неясен сигнал (включително неосветеният семафор през нощта) се приема за заповед за спиране.
Този правилник претърпява много изменения и допълнения, поради което съществува чак до 1947 г. Въпреки това, всички семафори, описани в правилника от 1947 г. вече съществували в някое от допълненията на стария. Първите двукрилни семафори в България се появили в гарите Горна баня и Сливница през 1907 г. с инсталирането на първите механически централизации в България. Постепенно двукрилните семафори се разпространили. Техните крила се вдигали нагоре, вместо да се спускат надолу, сочели навън от линията и се управлявали с двойни жици. Първите изходни семафори и първите маневрени семафори се появявили в западния район на гара София през 1926 г.
Единственият вид семафори от допълненията на стария правилник, който не е включен в следващия от 1947 г., е предохранителният:

#### Предохранителен семафор
Наричан „предохранителен“, първият предупредителен семафор се появил през 1910 г., тъй като наклонът пред единия външен семафор на гара Горна баня бил голям и влаковете трудно спирали пред него. Той се състоял от стълб, висок около 4 метра, боядисан на ивици в бяло и зелено, и четвъртита табела, боядисана в зелено, с бяла ивица по края, която се въртяла около хоризонтална ос. Имал две показания:
1. „Раздалечният семафор е затворен“ – табелата е перпендикулярна на земята и на железния път. Нощем се осветява с една зелена светлина;
2. „Раздалечният семафор е отворен“ –  табелата е успоредна на земята, но перпендикулярна на железния път и се вижда само хоризонталния ѝ ръб. Нощем се осветява с една бяла светлина. Чак при този семафор за първи път се появява бялата светлина за „път свободен“ при семафорите.

| Раздалечният семафор е затворен | Раздалечният семафор е затворен | Раздалечният семафор е отворен | Раздалечният семафор е отворен |
| Дневно показание                | Нощно показание                 | Дневно показание               | Нощно показание                |
| ------------------------------- | ------------------------------- | ------------------------------ | ------------------------------ |
|                                 |                                 |                                |                                |

През 1916 г. се появяват и първите предсемафорни указатели за тези семафори, които не се виждат. Те представлявали четвъртити бели табели с черни андреевски кръстове, които нощем се осветявали от една бяла светлина. Поставяли се 400 метра пред семафора. Тези указатели не се утвърдили и скоро били подменени с предохранителни семафори.
Следващият тип предупредителни семафори (с жълти табели) се появяват през 1932 г. при оборудването на гарите по линията София – Мездра с механически централизации. Те обаче са включени в правилника от 1947 г.
С всичките си изменения и допълнения, правилникът от 1903 г. действа в продължение на 44 години.
Въпреки че е приет през 1947 г., проектът за следващия правилник бил изготвен още през 1941 г., а почти всички семафори, описани в него, съществували от 30-те години на ХХ век, като за всеки един се внасяло изменение и допълнение в правилника от 1903 г. Основните разлики се изразявали в това, че при семафорите от по-нов тип било задължително те да бъдат вдясно от линията, ако противното не е указано. Крилата също трябвало да сочат надясно и да се вдигат на 45° нагоре, а задвижването им – да се извършва от две жици за по-голяма сигурност. Правилникът от 1947 г. също претърпява няколко изменения, в които са добавяни нови видове семафори.

### Входен семафор
Всяка гара е оградена с входни сигнали, които осигуряват безопасното влизане на влаковете в нея. Освен сигналите „Вход забранен“ и „Вход разрешен“, някои входни семафори дават и допълнителен сигнал – „Вход в отклонение“, който показва, че влакът ще бъде приет на коловоз, различен от главния. Пред входните семафори на спирачно разстояние се поставят предупредителни семафори или между 3 и 5 предсемафорни указателя. Входните семафори биват няколко вида:

#### Дисков входен семафор
Дисковият входен семафор се състоял от червен диск с диаметър 800 – 1000 мм с бяла линия по края, за да се отличава от заобикалящата го среда, поставен на стълб с височина 6 – 8 метра, боядисан през 800 – 1000 мм в бяло и червено. Дискът бил метален, съставен от тънки летвички с пролуки между тях, за да не се огъва от вятъра. Този вид семафори се използвал по второстепенните отклонения и давал две показания:
1. „Вход забранен“ – дискът е перпендикулярен на земята и на железния път. Нощем се осветява с една червена светлина;
2. „Вход разрешен“ –  дискът е перпендикулярен на земята, но успореден на железния път и се вижда само вертикалния му ръб. Нощем се осветява с една зелена светлина.

| Вход забранен    | Вход забранен   | Вход разрешен    | Вход разрешен   |
| Дневно показание | Нощно показание | Дневно показание | Нощно показание |
| ---------------- | --------------- | ---------------- | --------------- |
|                  |                 |                  |                 |

#### Табелен входен семафор
Табелният входен семафор се състоял от червена, правоъгълна или квадратна табела с размери 1000х800 мм или 1000х1000 мм, с бяла линия по края, за да се отличава от заобикалящата я среда, поставена на стълб с височина 6 – 8 метра, боядисан през 800 – 1000 мм в бяло и червено. Табелата била метална, съставена от тънки летвички с пролуки между тях, за да не се огъва от вятъра. Този вид семафори се използвал по второстепенните отклонения и давал две показания:
1. „Вход забранен“ – табелата е перпендикулярна на земята и на железния път. Нощем се осветява с една червена светлина;
2. „Вход разрешен“ –  табелата е успоредна на земята, но перпендикулярна на железния път и се вижда само хоризонталния ѝ ръб. Нощем се осветява с една зелена светлина.

| Вход забранен    | Вход забранен   | Вход разрешен    | Вход разрешен   |
| Дневно показание | Нощно показание | Дневно показание | Нощно показание |
| ---------------- | --------------- | ---------------- | --------------- |
|                  |                 |                  |                 |

#### Еднокрилен входен семафор
Еднокрилният входен семафор се състоял от червено метално крило с правоъгълна форма и заоблен край, поставено на стълб с височина 8 – 10 метра, боядисан през 800 – 1000 мм в бяло и червено. Този вид семафори се използвал по второстепенните отклонения (именно такива се използват и до днес по теснолинейката Септември – Добринище) и давал две показания:
1. „Вход забранен“ – крилото е хоризонтално. Нощем се осветява с една червена светлина;
2. „Вход разрешен“ –  крилото е вдигнато на 45° нагоре. Нощем се осветява с една зелена светлина.

| Вход забранен    | Вход забранен   | Вход разрешен    | Вход разрешен   |
| Дневно показание | Нощно показание | Дневно показание | Нощно показание |
| ---------------- | --------------- | ---------------- | --------------- |
|                  |                 |                  |                 |

#### Двукрилен входен семафор
Двукрилният входен семафор се състоял от две червени крила, поставени едно над друго, на стълб с височина 8 – 10 метра, боядисан през 800 – 1000 мм в бяло и червено. Крилата били метални и емайлирани, с правоъгълна форма и закръглени в края. Този вид семафори се използвал по главните и някои второстепенни линии. Давал три показания:
1. „Вход забранен“ – горното крило е хоризонтално, а долното – вертикално, успоредно на стълба. Нощем се осветява с една червена светлина;
2. „Вход разрешен за главния коловоз, разрешена е максимално допустимата за участъка скорост“ –  горното крило е вдигнато на 45° нагоре, а долното е вертикално, успоредно на стълба. Нощем се осветява с една зелена светлина;
3. „Вход в отклонение, разрешена е скорост до 20 км/ч“ - и двете крила са вдигнати на 45° нагоре. До 1958 нощем се осветявал с две зелени светлини, разположени на разстояние около 1500 мм една над друга, а според съществуващите наредби, нощното показание е с жълта и зелена светлина. Въпреки това вече няма действащи двукрилни входни семафори.

|                  | Вход забранен   | Вход забранен    | Вход разрешен за главния коловоз | Вход разрешен за главния коловоз | Вход разрешен за отклонителен коловоз | Вход разрешен за отклонителен коловоз |
| Дневно показание | Нощно показание | Дневно показание | Нощно показание                  | Дневно показание                 | Нощно показание                       |                                       |
| ---------------- | --------------- | ---------------- | -------------------------------- | -------------------------------- | ------------------------------------- | ------------------------------------- |
| До 1958          |                 |                  |                                  |                                  |                                       |                                       |
| След 1958        |                 |                  |                                  |                                  |                                       |                                       |
| Ситуация         |                 |                  |                                  |                                  |                                       |                                       |

#### Крила на входните семафори
Крилата на входните семафори имали известни разлики в конструкцията:
- Повечето семафори разполагали с метални емайлирани крила, без процепи;
- По-старите крила били съставени от тънки метални летвички с процепи помежду им, за да не се огъват от вятъра.

При първите семафори в България фенерът бил зад самото крило, поради което в него бил пробит отвор. По-късно фенерите са изнесени под крилото.
Разлики имало също и в оцветяването:
- Червена основа с бял контур по краищата, за да се отличава от тъмна околна среда околната среда (гори, планински терен);
- Бяла основа с червен контур по краищата, за да се отличава от светла околна среда (небе в полето, равнинен терен).

Нощем, когато фенерите са запалени и крилото е в хоризонтално (или вертикално) положение, на задната страна на семафора свети голяма млечнобяла светлина към гарата. Когато крилото е наклонено на 45°, към гарата свети малка млечнобяла светлина. По този начин се проверява дали фенерът не е угаснал и дали семафорът е в правилното положение.
| Светъл фон | Тъмен фон |
| ---------- | --------- |
|            |           |

### Изходен семафор
В голяма част от гарите имало изходни семафори, които били сигнали за безопасно подготвен маршрут за излизане от гарата. Такива семафори имало само в гари с осигурителни инсталации. Въпреки функцията си, било забранено влак да тръгва без прякото разрешение със заповедния диск/фенер от дежурния ръководител по движението, освен в някои гари, упоменати в специална наредба, които разполагали с изходни семафори на всички приемно-отправни коловози. Изходните семафори често били комбинирани за няколко коловоза и стояли вдясно от последния, за който се отнасят. До 1942 г. изходните семафори били с правоъгълни крила, с отсечен край, но след това получили форма като на входните. В зависимост от коловозното развитие на гарата, изходните семафори бивали три вида:

#### Еднокрилен изходен семафор
Еднокрилни изходни семафори се поставяли в посредни гари. Те се състояли от крило, монтирано на стълб с височина 6 – 8 метра и имали две показания:
1. „Изход забранен“ – крилото е хоризонтално. Нощем се осветява с една червена светлина;
2. „Изход разрешен“ –  крилото е вдигнато на 45° нагоре. Нощем се осветява с една зелена светлина.

| Изход забранен   | Изход забранен  | Изход разрешен   | Изход разрешен  |
| Дневно показание | Нощно показание | Дневно показание | Нощно показание |
| ---------------- | --------------- | ---------------- | --------------- |
|                  |                 |                  |                 |

#### Двукрилен изходен семафор
Двукрилни изходни семафори се поставяли във възлови гари с едно отклонение от главната линия. Те се състояли от две крила, монтирани на стълб с височина 8 – 10 метра и имали три показания:
1. „Изход забранен“ – горното крило е хоризонтално, а долното – вертикално, успоредно на стълба. Нощем се осветява с една червена светлина;
2. „Изход разрешен за главната линия“ –  горното крило е вдигнато на 45° нагоре, а долното е вертикално, успоредно на стълба. Нощем се осветява с една зелена светлина;
3. „Изход разрешен за отклонението от главната линия. Премини през стрелките със скорост до 20 км/ч“ - и двете крила са вдигнати на 45° нагоре. Нощем се осветява с две зелени светлини, разположени на разстояние около 1500 мм една над друга.

| Изход забранен   | Изход забранен  | Изход разрешен за главната линия | Изход разрешен за главната линия | Изход разрешен за отклонението от главната линия | Изход разрешен за отклонението от главната линия |
| Дневно показание | Нощно показание | Дневно показание                 | Нощно показание                  | Дневно показание                                 | Нощно показание                                  |
| ---------------- | --------------- | -------------------------------- | -------------------------------- | ------------------------------------------------ | ------------------------------------------------ |
|                  |                 |                                  |                                  |                                                  |                                                  |
|                  |                 |                                  |                                  |                                                  |                                                  |

#### Трикрилен изходен семафор
Трикрилни изходни семафори се поставяли във възлови гари с две отклонения от главната линия. Те се състояли от три крила, монтирани на стълб с височина 10 – 12 метра и имали четири показания:
1. „Изход забранен“ – горното крило е хоризонтално, а средното и долното долното са вертикални, успоредни на стълба. Нощем се осветява с една червена светлина;
2. „Изход разрешен за главната линия“ –  горното крило е вдигнато на 45° нагоре, а средното и долното са вертикални, успоредни на стълба. Нощем се осветява с една зелена светлина;
3. „Изход разрешен за първото отклонение от главната линия. Премини през стрелките със скорост до 20 км/ч“ - горното и средното крило са вдигнати на 45° нагоре, а долното е вертикално, успоредно на стълба. Нощем се осветява с две зелени светлини, разположени на разстояние около 1500 мм една над друга.
4. „Изход разрешен за второто отклонение от главната линия. Премини през стрелките със скорост до 20 км/ч“ - и трите крила са вдигнати на 45° нагоре. Нощем се осветява с три зелени светлини, разположени на разстояние около 1500 мм една над друга.

| Изход забранен   | Изход забранен  | Изход разрешен за главната линия | Изход разрешен за главната линия | Изход разрешен за първото отклонение | Изход разрешен за първото отклонение | Изход разрешен за второто отклонение | Изход разрешен за второто отклонение |
| Дневно показание | Нощно показание | Дневно показание                 | Нощно показание                  | Дневно показание                     | Нощно показание                      | Дневно показание                     | Нощно показание                      |
| ---------------- | --------------- | -------------------------------- | -------------------------------- | ------------------------------------ | ------------------------------------ | ------------------------------------ | ------------------------------------ |
|                  |                 |                                  |                                  |                                      |                                      |                                      |                                      |
|                  |                 |                                  |                                  |                                      |                                      |                                      |                                      |

#### Крила на изходните семафори
Крилата на изходните семафори имали същите разлики в оцветяването, подобно на входните. По конструкция обаче те почти не се различавали. Първите еднокрилни изходни семафори в България имали метални емайлирани крила, като за разлика от входните, те били скосени. Фенерът и цветните стъкла се разполагали зад крилата, като за целта била пробита кръгла дупка. С такива крила били само първите еднокрилни семафори, монтирани през 1932 г. по линията София – Мездра. По-късно те били постепенно подменени с такива със закръглен край, а фенерите – изнесени отдолу, подобно на входните и останалите изходни семафори.
Тъй като изходните семафори са насочени с лицето си към гарата, те нямали контролни млечнобели светлини на гърба си.
| Светъл фон | Тъмен фон |
| ---------- | --------- |
|            |           |

### Предупредителен семафор
Поради високите скорости и големия спирачен път се наложило по-ранно известяване на машинистите, че трябва да намалят или спрат. Ето защо се появили предупредителните семафори. Те показват положението на входния семафор и са разположени на спирачно разстояние пред него. Предупредителните семафори се състоят от метална, правоъгълна, емайлирана табела с размери 1000х800 мм, боядисана в жълто, с бяла линия по краищата, за да се отличава от заобикалящата я среда. Табелата била поставена на стълб с височина 6 – 8 метра, боядисан през 800 – 1000 мм в бяло и жълто. Пред предупредителния семафор, през 100 метра се поставят между 3 и 5 предсемафорни указателя. Предупредителният семафор давал две показания:
1. „Входният семафор е затворен. Готовност за спиране!“ –  табелата е перпендикулярна на земята и на железния път. Нощем се осветява с една жълта светлина;
2. „Входният семафор е отворен. Повишено внимание за намаление!“ –  табелата е успоредна на земята, но перпендикулярна на железния път и се вижда само хоризонталния ѝ ръб. Нощем се осветява с една зелена светлина.

| Входният семафор е затворен | Входният семафор е затворен | Входният семафор е отворен | Входният семафор е отворен |
| Дневно показание            | Нощно показание             | Дневно показание           | Нощно показание            |
| --------------------------- | --------------------------- | -------------------------- | -------------------------- |
|                             |                             |                            |                            |

### Повторителен семафор
В гари, чиито коловози са в крива и изходният семафор не се вижда от приемното здание и пероните, на които спират пътническите влакове, се поставяли повторителни семафори, показващи положението на изходните. Те се състояли от метална, квадратна, емайлирана табела с размери 1000х1000 мм, обърната с върха надолу, боядисана в жълто, с бяла линия по края, за да се отличава от заобикалящата я среда. Табелата била поставена на стълб с височина 6 – 8 метра, боядисан през 800 – 1000 мм в бяло и жълто. Повторителният семафор давал две показания:
1. „Изходният семафор е затворен.“ –  табелата е перпендикулярна на земята и на железния път. Нощем не се осветява;
2. „Изходният семафор е отворен.“ –  табелата е успоредна на земята, но перпендикулярна на железния път и се вижда само хоризонталния ѝ ръб. Нощем се осветява с една зелена светлина.

| Изходният семафор е затворен | Изходният семафор е затворен | Изходният семафор е отворен | Изходният семафор е отворен |
| Дневно показание             | Нощно показание              | Дневно показание            | Нощно показание             |
| ---------------------------- | ---------------------------- | --------------------------- | --------------------------- |
|                              |                              |                             |                             |

### Маневрен семафор
В гари, в които се извършва усилена маневрена дейност се поставяли и маневрени семафори, които улеснявали движението и увеличавали пропускателната способност. Съществували два вида маневрени семафори:

#### Едностранен маневрен семафор
Едностранните (формени) маневрени семафори се състояли от метална, квадратна, емайлирана табела с размери 1000х1000 мм, обърната с върха надолу, боядисана в синьо, с бяла линия по края, за да се отличава от заобикалящата я среда. Табелата била поставена на стълб с височина 6 – 8 метра, боядисан през 800 – 1000 мм в бяло и синьо. Маневреният семафор давал две показания:
1. „Маневра забранена.“ –  табелата е перпендикулярна на земята и на железния път. Нощем се осветява с една синя светлина;
2. „Маневра разрешена.“ –  табелата е успоредна на земята, но перпендикулярна на железния път и се вижда само хоризонталния ѝ ръб. Нощем се осветява с една бяла светлина.

| Маневра забранена | Маневра забранена | Маневра разрешена | Маневра разрешена |
| Дневно показание  | Нощно показание   | Дневно показание  | Нощно показание   |
| ----------------- | ----------------- | ----------------- | ----------------- |
|                   |                   |                   |                   |

#### Двустранен маневрен семафор
Двустранните (двукрилни) маневрени семафори се състояли от две метални, правоъгълни крила със скосен край, съставени от тънки летвички с пролуки между тях, за да не се огъват от вятъра. Крилата били боядисани и от двете страни в синьо, с бяла линия по края, за да се отличават от заобикалящата ги среда. Крилата били поставени симетрично от двете страни на стълб с височина 8 – 10 метра, боядисан през 800 – 1000 мм в бяло и синьо. Маневреният семафор давал две показания, които важали и за двете посоки:
1. „Маневра забранена.“ –  двете крила са хоризонтални. Нощем се осветява с две сини светлини, на разстояние около половин метър, хоризонтално една до друга;
2. „Маневра разрешена.“ –  и двете крила са вдигнати на 45° нагоре, образувайки помежду си прав ъгъл. Нощем се осветява с две бели светлини, на разстояние около половин метър, хоризонтално една до друга.

| Маневра забранена | Маневра забранена | Маневра разрешена | Маневра разрешена |
| Дневно показание  | Нощно показание   | Дневно показание  | Нощно показание   |
| ----------------- | ----------------- | ----------------- | ----------------- |
|                   |                   |                   |                   |

### Гърбичен семафор
В сортировъчните паркове на разпределителните гари, в които вагоните се увеличили многократно, се наложила появата на гърбици за по-бързо разпускане на композиции. За безопасна експлоатация се наложил още един вид семафори – гърбични. Те се състояли от син, емайлиран диск, с бяла линия по краищата, за да се отличава от заобикалящата го среда. Върху диска била монтирана бяла правоъгълна табела със сини контури. Конструкцията била поставена на стълб с височина 10 – 12 метра, като дискът се виждал и от двете страни на семафора. През определено разстояние се поставяли няколко гърбични семафора, които повтарят един и същи сигнал, за да го вижда машиниста, когато композицията е по-дълга. Гърбичните семафори имали три показания, които нощем се осветявали от два бели ферена, насочени към диска, така че да се вижда в тъмното:
1. „Спри бутането“ –  табелата пресича диска хоризонтално;
2. „Бутай с 2 – 3 км/ч“ – табелата пресича диска под 45°;
3. „Бутай с 5 – 6 км/ч“ – табелата пресича диска вертикално.

| Спри бутането | Бутай с 2 – 3 км/ч | Бутай с 5 – 6 км/ч | Нощно осветяване |
| ------------- | ------------------ | ------------------ | ---------------- |
|               |                    |                    |                  |

### Закръстосан семафор
Закръстосани семафори са тези, чиито показания не трябва да се взимат под внимание. В този случай, семафорът се закрепя трайно в основно положение така, че със сигурност да се предотврати отварянето му. На крилото или табелата се поставят две бели, кръстосани летви. Това се използва при ремонти на гари, когато временно семафорите няма да бъдат в експлоатация; при поставяне на семафори, когато те все още не са свързани с инсталацията на гарата, и при премахване на семафори при закриване на гара или подмяна със светофори.
| Денем | Нощем |
| ----- | ----- |
|       |       |

- Входен семафор на гара Цветино, страна Велинград
- Входен семафор на гара Варвара, страна Септември
- Входен семафор на гара Якоруда, страна Белица
- Входен семафор на гара Якоруда, страна Белица
- Стар, двукрилен входен семафор на линията за КЦМ – Пловдив
- Семафорен ръчаг на гара Аврамово, страна Якоруда
- Семафорен ръчаг на гара Аврамово, страна Якоруда
- Верижните колела на входния семафор на гара Якоруда, страна Белица
- Макарите, по които са минавали металните въжета за входния семафор на гара Цепина, страна Варвара
- Нощно показание на входния семафор на гара Варвара, страна Долене
- Двукрилен семафор в Скочовице, Чехия, почти идентичен по устройство с използваните в България
- Еднокрилен семафор, Чехия
- Входен семафор на гара Бечов, Чехия
- Маневрен семафор в Мартинце, Чехия, почти идентичен с използваните в България
- Маневрен семафор в Мартинце, Чехия
- Гърба на маневрен семафор в Мартинце, Чехия
- Маневрен семафор в Мартинце, Чехия
- Изпълнителен апарат на блок-механическа централизация в Опочно, Чехия. С червените ръчази се управляват семафорите
- Изпълнителен апарат на блок-механическа централизация в Стареч, Чехия. С червените ръчази се управляват семафорите
- Обтегач на семафорните въжета, Рудна, Чехия
- Дисков входен семафор, Австрия
- Дисков входен семафор, Австрия
- Входен семафор в гара Заречное, Русия
- Входен семафор в гара Белая, Русия
- Главен и дистанционен семафор, Германия
- Предупредителен семафор, Германия
- Главен и дистанционен семафор, Орегон, САЩ

1. ↑  Inginerul John Trevor Barkley //   Посетен на 21 юни 2012. стр. 18 (на румънски)

Информацията в статията е съобразена със следните учебници и наредби:
- Правилник за знаците, 1902 г., обн. 15 май 1903 г.;
- Влайков, Веселин Т. – „Железопътно дело“, том 4 – „Сигнализация и осигурителни инсталации“, 1950 г., изд. Сталин;
- Наредба II-8145 за движението на влаковете, за сигнализацията и маневрите в гарите с осигурителни инсталации, от 12.08.1932 г.;
- Наредба II-2115 за гарите с осигурителни инсталации, от 15.03.1942 г.;
- „Инструкция по сигнализацията“, 1958 г.;
- Наредба 58, 2002 г.